# Neobrachista carbajali
Neobrachista carbajali är en stekelart som först beskrevs av Girault 1934.  Neobrachista carbajali ingår i släktet Neobrachista och familjen hårstrimsteklar. Inga underarter finns listade i Catalogue of Life.